# Balkongen
Balkongen (franska: Le balcon) är en oljemålning av den franske konstnären Édouard Manet från 1868–1869. Målningen ingår i Musée d'Orsays samlingar i Paris. 

## Bakgrund
Manet fick en traditionell konstutbildning hos Thomas Couture i den då förhärskande akademiska konststilen. Från den tog han med sig en fast och klar bilduppbyggnad med tydliga konturer. Men han blev framför allt känd som en konstnär som bröt med rådande konventioner och banade väg för impressionismen. Hans samtidsskildringar (klassikerna målade ofta mytologiska eller bibliska motiv) i lysande färger strävade bort från den rumsillusion som grundas på linjeperspektivet. 
Under studietiden på 1850-talet gjorde Manet resor till Nederländerna, Italien, Tyskland och Spanien där han kopierade klassiska målningar. I synnerhet den äldre spanska konsten influerade hans målningssätt, och han lånade ofta motiv och kompositionsschema för sina egna bilder från äldre mästare. I Balkongen kan man se likheter med Fransisco Goya och hans målning Majas en un balcón (1808–1814). Han inspirerade i sin tur impressionisterna såsom Auguste Renoir i till exempel hans målning Teaterlogen.  

## Motiv
Balkongen ger ett tvådimensionellt intryck; ljuset faller platt på figurerna, så att inga volymskapande skuggor uppstår. Målningens bakgrund är mörk för att ta bort all djupverkan. Genom sitt platta sätt att måla med konturer åstadkom Manet en känsla av oberörbarhet och avstånd vilket förstärks av att det inte finns någon interaktion mellan de porträtterade. Bilden påminner om ett fotografi där alla objekt är arrangerade som ett stilleben och människorna har stelnat i poser.   
Målningen ger sken av att vara en utomhusscen i Paris, men Manet arrangerade hela motivet i sin ateljé. De avbildade är från vänster Berthe Morisot, landskapsmålaren Antoine Guillemet och Fanny Claus. Morisot var själv konstnär och gift med Manets bror Eugène. Hon var en av Manets favoritmodeller och är även porträtterad i Berthe Morisot med en bukett violer (1872). Claus (1847–1877) var violinist och nära vän till Manets hustru Suzanne Leenhoff. En fjärde person skymtar fram till vänster om Guillemet, möjligen är det Manets styvson Léon Leenhoff (1852–1927). Han porträtterades i den samtidigt målade och likartat komponerade Frukost i ateljén.

## Proveniens
När Balkongen ställdes ut på Parissalongen 1869 fick den ett mycket negativt mottagande. Manet behöll målningen själv och när han dog 1884 förvärvades den av konstnärskollegan Gustave Caillebotte. Vid den senares död 1894 ingick målningen i hans stora donation av impressionistiska verk till franska staten. Målningen var därefter utställd på Musée du Luxembourg och Louvren och fick 1986 sin permanenta placering på Musée d'Orsay.

## Relaterade målningar

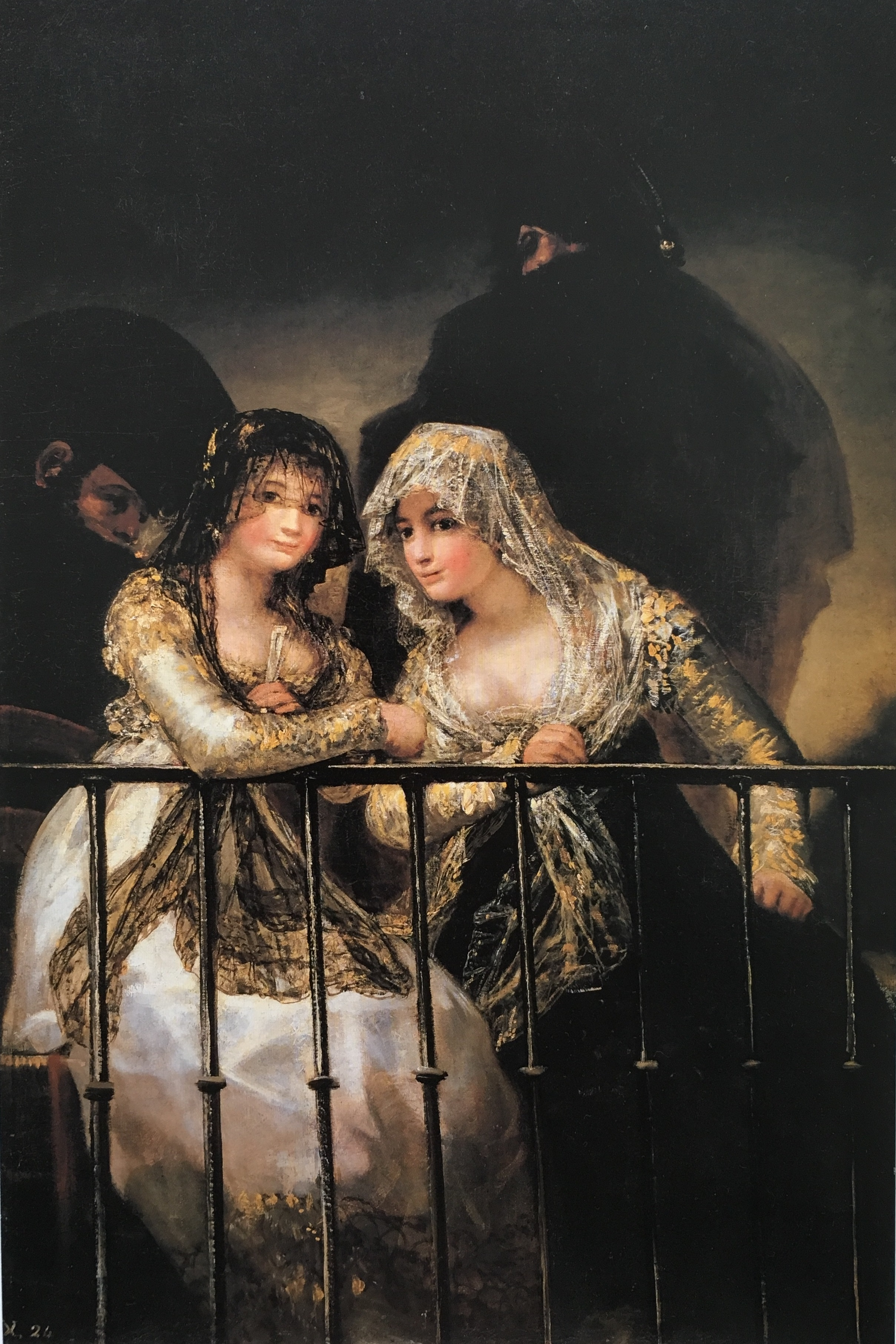
Francisco Goyas Majas en un balcón från 1808–1814 influerade Manet. Denna målning ingår i Edmond Adolphe de Rothschilds samling. En annan version av målningen återfinns i Metropolitan Museum of Arts samlingar.
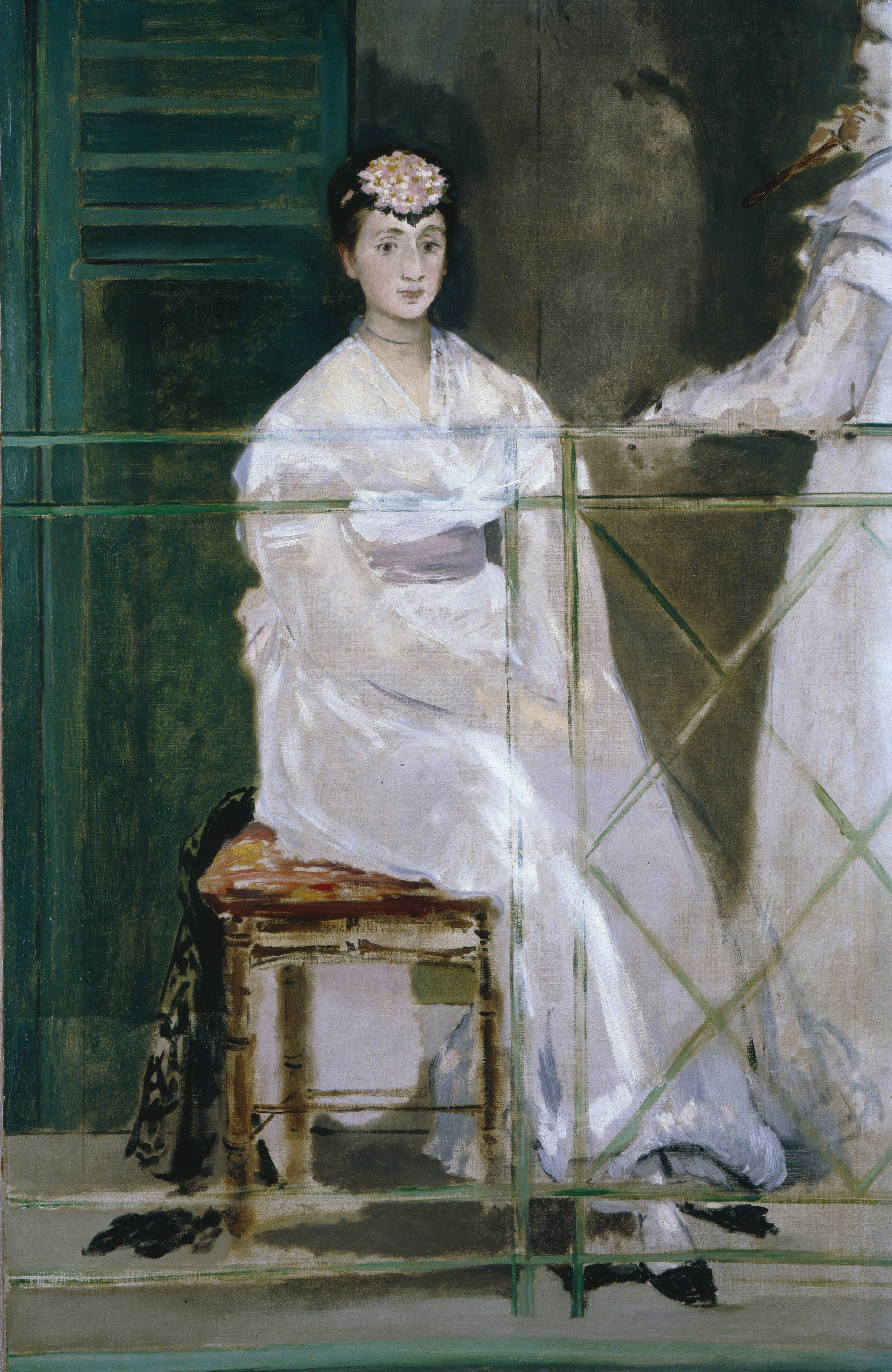
Manet utförde ett stort antal förberedande skisser. Bland annat detta porträtt av Fanny Claus som förvaras på Ashmolean Museum i Oxford.